# Aranda (comarca)

Officiële wapen van Aranda

Aranda is een comarca van de Spaanse provincie Zaragoza. De hoofdstad is Illueca, de oppervlakte 561 km2 en het heeft 8018 inwoners (2002).

## Gemeenten
- Aranda de Moncayo
- Brea de Aragón
- Calcena
- Gotor
- Illueca
- Jarque de Moncayo
- Mesones de Isuela
- Oseja
- Pomer
- Purujosa
- Sestrica
- Tierga
- Trasobares